# Campeonato Asiático de Atletismo de 2011 - 3000 m com obstáculos feminino
A prova dos 3000 metros com obstáculos feminino do Campeonato Asiático de Atletismo de 2011 foi disputada no dia 10 de julho de 2011 no Kobe Universiade Memorial Stadium em Kobe,  no Japão. 

## Recordes
Antes desta competição, os recordes mundiais e do campeonato nesta prova eram os seguintes:
|                       | Nome                     | Nacionalidade | Tempo      | Local     | Data                   |
| --------------------- | ------------------------ | ------------- | ---------- | --------- | ---------------------- |
| Recorde mundial       | Gulnara Samitova-Galkina | Rússia        | 8m 58s 81  | Pequim    | 17 de agosto de 2008   |
| Recorde do campeonato | Yoshika Tatsumi          | Japão         | 10m 05s 94 | Guangzhou | 12 de novembro de 2009 |
| Recorde asiático      | Liu Nian                 | China         | 9m 26s 25  | Wuhan     | 2 de novembro de 2007  |

Os seguintes recordes foram estabelecidos durante esta competição: 
| Data       | Evento | Atleta          | Nacionalidade | Tempo     | Notas                 |
| ---------- | ------ | --------------- | ------------- | --------- | --------------------- |
| 9 de julho | Final  | Minori Hayakari | Japão         | 9m 52s 42 | Recorde do campeonato |

## Medalhistas
| Ouro                  | Prata             | Bronze                  |
| Minori Hayakari (JPN) | Sudha Singh (IND) | Nguyễn Thị Phương (VIE) |

## Cronograma
Todos os horários são locais (UTC+9).
| Data        | Hora  | Evento |
| ----------- | ----- | ------ |
| 10 de julho | 15:45 | Final  |

## Final
A final da prova ocorreu dia 10 de julho às 15:45. 
| Posição           | Atleta                     | Nacionalidade | Tempo    | Notas                 |
| ----------------- | -------------------------- | ------------- | -------- | --------------------- |
| Medalha de ouro   | Minori Hayakari            | Japão         | 9:52.42  | Recorde do campeonato |
| Medalha de prata  | Sudha Singh                | Índia         | 10:08.52 |                       |
| Medalha de bronze | Nguyễn Thị Phương          | Vietname      | 10:14.94 |                       |
| 4                 | Misato Horie               | Japão         | 10:23.87 |                       |
| 5                 | Rini Budiarti              | Indonésia     | 10:30.38 |                       |
| 6                 | Priyanka Singh Patel       | Índia         | 10:56.88 |                       |
| 7                 | Melinder Kaur Ragbir Singh | Malásia       | 11:20.13 |                       |
| 8                 | Yiu Kit Ching              | Hong Kong     | 11:24.92 |                       |
| 9                 | Leila Ebrahimymojavery     | Irão          | DNS      |                       |

Legenda
| Recorde mundial       | Recorde mundial (World record)               |                       | Recorde africano                      | Recorde africano (African) |                                           | Q | Classificado por posição (Qualified) |
| Recorde do campeonato | Recorde do campeonato (Championship record)  | Recorde da América    | Recorde da América (Americas)         | q                          | Classificado por melhor tempo (Qualified) |   |                                      |
| Melhor marca do ano   | Melhor marca do ano (World leading)          | Recorde asiático      | Recorde asiático (Asian)              | DNS                        | Não largou (Did not start)                |   |                                      |
| Recorde nacional      | Recorde nacional (National record)           | Recorde europeu       | Recorde europeu (European)            | DNF                        | Não terminou (Did not finish)             |   |                                      |
| Recorde pessoal       | Recorde pessoal do atleta (Personal best)    | Recorde da Oceania    | Recorde da Oceania (Oceania)          | DSQ / DQ                   | Desclassificado (Disqualified)            |   |                                      |
| Recorde da temporada  | Recorde da temporada do atleta (Season best) | Recorde sul-americano | Recorde sul-americano (South America) | NM                         | Sem marca (No mark)                       |   |                                      |